# Chrysonotomyia trjapitzini
Chrysonotomyia trjapitzini is een vliesvleugelig insect uit de familie Eulophidae. De wetenschappelijke naam is voor het eerst geldig gepubliceerd in 1991 door Myartseva & Kurashev.